# Polystachya rosellata
Polystachya rosellata är en orkidéart som beskrevs av Henry Nicholas Ridley. Polystachya rosellata ingår i släktet Polystachya och familjen orkidéer. Inga underarter finns listade i Catalogue of Life.